# 瑟梅库尔
瑟梅库尔（法語：Semécourt，法語發音：[səmekuʁ]；洛林语：S'méco）是法国摩泽尔省的一个市镇，属于梅斯区。

## 地理
瑟梅库尔（49°11'35"N, 6°8'5"E）面积2.3 平方千米，位于法国大東部大區摩泽尔省，该省份为法国东北部内陆省份，是洛林的一部分，西南接默尔特-摩泽尔省，东临下莱茵省，北与卢森堡和德国接壤。
与瑟梅库尔接壤的市镇（或旧市镇、城区）包括：费沃、迈济耶尔莱梅斯、马朗日-锡尔旺日。

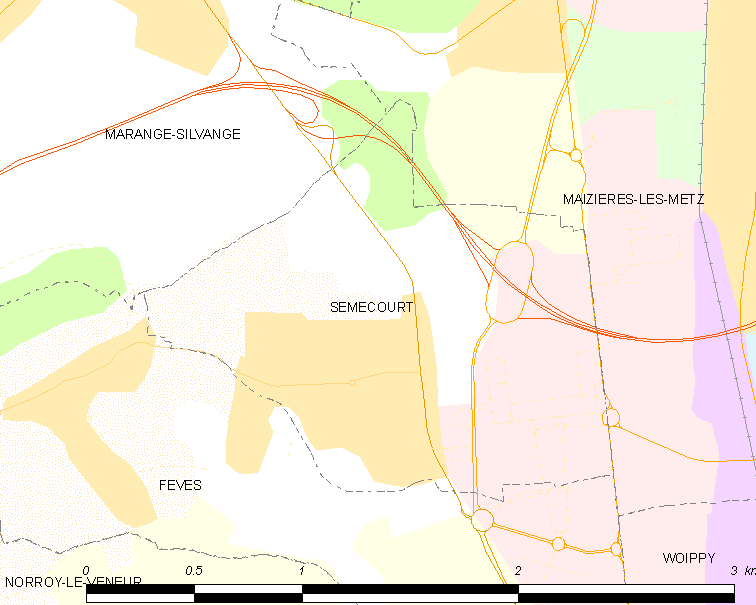
瑟梅库尔的OSM定位图

瑟梅库尔的时区为UTC+01:00、UTC+02:00（夏令时）。

## 行政
瑟梅库尔的邮政编码为57280，INSEE市镇编码为57645。

## 政治
瑟梅库尔所属的省级选区为摩泽尔走廊县。

## 人口

1962-2008年间瑟梅库尔人口变化图示

瑟梅库尔于2022年1月1日时的人口数量为1023人。